# Postenje (Ljubovija)
Postenje (em cirílico: Постење) é uma vila da Sérvia localizada no município de Ljubovija, pertencente ao distrito de Mačva, na região de Podrinje Azbukovica. A sua população era de 307 habitantes segundo o censo de 2011.

## Demografia
| 1948  | 1953 | 1961 | 1971 | 1981 | 1991 | 2002 | 2011 |
| ----- | ---- | ---- | ---- | ---- | ---- | ---- | ---- |
| 1 061 | 818  | 598  | 707  | 590  | 493  | 383  | 307  |